# Radoslav Zovko
Radoslav Zovko (Polog, Mostar, 4. svibnja 1950.), pripovjedač.
Pučku školu završio u rodnom mjestu, gimnaziju u Subotici, a teologiju u Sarajevu (1969. – 1976.). Za svećenika zaređen u Rimu 29. lipnja 1975. Svećenik je u više župa u Hercegovini.

## Djela
- Mostarski dnevnik (ratni dnevnik 1991-1996) 1999.
- Sjeme mudrosti (zbirka misli) 2000.
- Otrgnuto zaboravu (priče) 2000.
- Tragovima starine, vjere i zavičaja (putopisi) 2001.
- Zdravlje bolesnih (molitvenik) 2002.
- Žrtve ratova iz Pologa (koautor) 2003.
- Bol je bolu lijek (bolnički doživljaji) 2004.
- Priče bola i radosti (priče) 2005.
- Bog milosrdni Otac (priprava za ispovijed) 2005.
- Stopama svetog Pavla po Grčkoj (putopis) 2007.